# Nazionale femminile di pallanuoto del Sudafrica
La nazionale di pallanuoto femminile del Sudafrica (in afrikaans Suid-Afrikaanse nasionale vrouewaterpolospan; in inglese South Africa women’s national water polo team) è la rappresentativa sudafricana nelle competizioni pallanuotistiche internazionali femminili. La formazione è posta sotto l'egida della Swimming South Africa, federazione nazionale che gestisce le discipline acquatiche.
Quella del Sudafrica è l'unica nazionale femminile del continente africano ad aver partecipato ai campionati mondiali.

## Risultati

### Massime competizioni
Olimpiadi
- 2020 10º

Mondiali
- 2009 16º
- 2011 15º
- 2013 15º
- 2015 16º
- 2017 16º
- 2019 14º
- 2022 13º
- 2023 12º
- 2024 14º
- 2025 15º

### Altre
Coppa del Mondo
- 2014 7º
- 2018 8º

## Formazioni
- Mondiali - Roma 2009 - 16º posto:

Hayley Duncan, Tammy Heydenrych, Samatha Keet, Marcelle Keet, Megan Schooling, Laura Barrett, Christine Barretto, Lee-Anne Keet, Delaine Christian, Sarah Harris, Nicolette Poulos, Naydene Smith, Mbali Mpofu. CT: Brad Rowe.
- Mondiali - Shanghai 2011 - 15º posto:

Leigh Maarschalk, Kimberly Schmidt, Kimberly Kay, Shelley Faulmann, Megan Schooling, Laura Barrett, Christine Barretto, Lee-Anne Keet, Delaine Christian, Sarah Harris, Nicolette Poulos, Kelsey White, Jemma Dendy Young. CT: Mark Evans.